# Amphiprosopia adjuncta
Amphiprosopia adjuncta is een rechtvleugelig insect uit de familie veldsprinkhanen (Acrididae). De wetenschappelijke naam van deze soort is voor het eerst geldig gepubliceerd in 1870 door Walker.
1. ↑  (en) Amphiprosopia adjuncta op de IUCN Red List of Threatened Species.